# Moussa Sidibé (Fußballspieler, 1994)
Moussa Sidibé (* 21. November 1994 in Bamako) ist ein malisch-spanischer Fußballspieler.

## Karriere
Der Rechtsaußen begann seine Karriere bei unterklassigen spanischen Vereinen und war später u. a. für UD Ibiza, den FC Andorra oder SD Ponferradina aktiv. Im Januar 2022 wechselte er nach Malaysia. Hier schloss er sich dem Erstligisten Johor Darul Ta’zim FC an. Mit dem Verein aus Pasir Gudang gewann er 2022 das Double aus Meisterschaft und Pokal. Im Dezember 2022 wechselte er auf Leihbasis zum thailändischen Erstligisten Ratchaburi FC.

## Erfolge
Johor Darul Ta’zim FC
- Malaysischer Meister: 2022
- Malaysischer Pokalsieger: 2022